# Не кричи «вовк»
«Не кричи „вовк“» — це біографічна книга, що описує досвід автора, який спостерігав за вовками в субарктичній Канаді, вперше опублікований в 1963 році Макклелланом і Стюартом. Книга була адаптована до фільму з однойменною назвою у 1983 році. Йому приписують кардинальну зміну різкого іміджу вовків до більш позитивного.

## Сюжет книги
У книзі Моует описує свій досвід, який проливає світло на дослідження природи арктичного вовка.
У 1948—1949 роках Служба дикої природи (Dominion Wildlife Service) призначає автору розслідувати причину зниження популяцій карібу і визначити, чи винні вовки за їх нестачу. Знайшовши свою «здобич» біля озера Нюлтен, Моует виявляє, що вовки не безглузді вбивці карібу, вони харчуються малими ссавцями, такими як гризуни і зайці, «навіть надаючи перевагу їм, а не карібу, коли вони є».

## Висновки
Він робить висновок: «Ми прирікали вовка не за те, що він є, а за те, що ми свідомо і помилково сприймаємо це: міфологізоване втілення дикого, безжального вбивці, який, насправді, не більше ніж відображення самих себе. Ми зробили з них монстрів для спрощення власних гріхів».

## Вплив
Книга «Не кричи „вовк“» мала комерційний успіх в Канаді. Незабаром після її публікації Канадська служба охорони дикої природи отримала потік листів від зацікавлених громадян, які виступали проти вбивства вовків. Хоча й загалом була добре сприйнята громадськістю, але натяки Моуета на Канадську службу дикої природи як організацію, що спрямована на знищення вовків, зустріли з гнівом канадські біологи. Співробітники Канадської служби дикої природи стверджували, що уряд ніколи не вимагав знищення вовка, що вовк визнається невід'ємною частиною північної екосистеми. Крім того, вони заперечували, що обов'язок Моуета не полягав у тому, щоб знайти виправдання для знищення вовка, а для того, щоб дослідити стосунки між вовками та карібу. Місцеві жителі насправді полювали на карібу, заради спорту та їжі.
Як і інші книги Моуета «Не кричи „вовк“», була опублікована в Радянському Союзі. Послання книги, що вовки були нешкідливими пожирачими мишей, стало впливовим, що призвело до реакції громадськості проти радянської боротьби з вовками.

## Список джерел
1. ↑  Never Cry Wolf (PDF). People.rit.edu. Архів оригіналу (PDF) за 4 листопада 2014. Процитовано 23 березня 2019.
2. ↑  Karen Jones, Never Cry Wolf: Science, Sentiment, and the Literary Rehabilitation of Canis Lupus, The Canadian Historical Review vol.84 (2001)
3. ↑  Black, Joseph L. (1995). Canada in the Soviet mirror: English-Canadian literature in Soviet translation. Journal of Canadian Studies (Summer 1995). ISSN 0021-9495. Процитовано 28 червня 2009.
4. ↑  Graves, Will (2007). Wolves in Russia: Anxiety throughout the ages. с. 222. ISBN 1-55059-332-3. Архів оригіналу за 2 серпня 2009. Процитовано 18 серпня 2008.